# Tulio Manuel Chirivella Varela
Tulio Manuel Chirivella Varela (Aguirre, Venezuela, 14 de novembro de 1932 - Miami, Flórida, EUA, 10 de abril de 2021) foi um clérigo venezuelano e arcebispo católico romano de Barquisimeto e presidente da Conferência Episcopal Venezuelana.
Tulio Manuel Chirivella Varela em 11 de novembro de 1956 foi ordenado sacerdote pela Arquidiocese de Barquisimeto. Ele foi, entre outras coisas, chanceler da diocese de Valência, diretor do Liceo Monseñor Beller, capelão dos movimentos estudantis cristãos, secretário de comunicação social em eventos de massa e defensor dos vínculos matrimoniais, juiz diocesano e vigário geral.
Papa Paulo VI nomeou-o bispo de Margarita em 5 de abril de 1974. Foi ordenado bispo pelo Arcebispo de Caracas, Cardeal José Humberto Quintero Parra, em 9 de junho de 1974; Co-consagrantes foram Luis Eduardo Henríquez Jiménez, Bispo de Valência, na Venezuela, e Francisco de Guruceaga Iturriza, Bispo de La Guaira.
Em 18 de outubro de 1982 foi nomeado arcebispo de Barquisimeto e empossado em 11 de dezembro do mesmo ano. De junho de 1999 ao início de 2001 foi também Administrador Apostólico da Arquidiocese de Maracaibo durante a vacância da Sede.
Chirivella foi vice-presidente da Conferência Episcopal Venezuelana (CEV) e presidente da Comissão Episcopal para as Vocações de 1987 a 1990 e de 1990 a 1993. De 1996 a 1999 foi Presidente da Conferência Episcopal Venezuelana (CEV). De 1991 a 1995 foi Segundo Vice-Presidente do Conselho Episcopal Latino-Americano (CELAM).
Chirivella recebeu um doutorado honorário da Universidad Centroccidental Lisandro Alvarado (UCLA) por seu notável trabalho social. Ele era conhecido por seu compromisso com os direitos humanos. Chirivella fundou o Seminário Juan Pablo II em El Manzano, no estado de Lara.[2]
Em 22 de dezembro de 2007, o Papa Bento XVI aceitou sua aposentadoria por idade. Ele então morou em Miami, EUA, e foi cuidado por familiares devido à velhice e doença. Chirivella morreu como resultado de uma infecção por SARS-CoV-2.